# Caso Balda
El caso Balda es el nombre mediático con el que se han conocido a dos procesos penales en el Ecuador. Los sujetos procesales incluyen al político Fernando Balda, el expresidente Rafael Correa, la Fiscalía General del Estado (como órgano titular de la acusación penal en el país), exagentes de la Secretaría Nacional de Inteligencia (SENAIN) y otro políticos. 
El primer proceso penal se tramitó por el delito de injurias que —según la parte denunciante— Fernando Balda había hecho en contra de Oscar Herrera Gilbert. Durante el proceso, Balda se había establecido en Colombia; sin embargo, en un operativo en la ciudad de Bogotá fue deportado a Ecuador, en donde cumplió la pena de prisión de dos años.
El segundo proceso penal inició tras la denuncia de Fernando Balda de haber sufrido un fallido secuestro en Bogotá por parte de plagiadores que declararon haber sido contratados por exagentes de la SENAIN a la vez que éstos seguían órdenes de Rafael Correa —en aquel entonces presidente de la República— durante el período en que Balda se encontraba refugiado en Colombia. El proceso se encuentra actualmente en etapa de evaluación y preparatoria de juicio y tiene gran repercusión debido a que el expresidente Correa se encuentra procesado.

## Injurias

### Notitia criminis
El 3 de diciembre de 2008, el político Fernando Balda fue entrevistado por Carlos Vera en el canal Ecuavisa, en medio de los argumentos dados por el militante de Sociedad Patriótica estuvo uno en el cual se habría mencionado a Óscar Herrera, titular de la Unidad Técnica de Asesoramiento en Materia de Seguros para la Administración Pública, y acusándolo de tráfico de influencias. Para el 22 de diciembre, Herrera ya había realizado un petitorio para la remisión de video de la entrevista a la Fiscalía, con esto el fiscal Fernando Yávar pedirá la transcripción de tal entrevista.Con ese documento, el titular de la Unidad demandó a Balda por presuntas injurias calumniosas y no calumniosas graves.

## Secuestro y asociación ilícita

### Notitia criminis
Durante su estadía en Colombia (2009-2012), Fernando Balda denunció dos intentos de secuestro; el último fue el suscitado en la noche del 13 de agosto de 2012, en el que Balda fue interceptado por cinco desconocidos (cuatro hombres y una mujer) que se hacían pasar por comerciantes y lo obligaron a embarcarse en un vehículo Toyota Prado de color gris y de placas BRN-651, en donde –según el denunciante– fue golpeado y amenazado de muerte. Sin embargo, gracias a la intervención de taxistas que se percataron del hecho, y alertaron a la Policía Metropolitana de Bogotá, se impidió que se consumara el secuestro. Los plagiadores fueron detenidos y la Fiscalía de Colombia abrió un juicio contra los ellos, a quienes la Justicia de dicho país sentenció. En el proceso los secuestradores señalaron que cumplían una misión en coordinación con agentes ecuatorianos de la SENAIN.
En octubre de 2012, dos meses después del intento de secuestro de Balda en Bogotá, la Unidad Administrativa Especial de Migración de Colombia informó que tomó la decisión de expulsar del país a Balda por petición de la embajada ecuatoriana debido al proceso penal seguido en contra del exasambleísta y porque el ecuatoriano permanecía de forma irregular en el país.

### Instrucción fiscal
La instrucción fiscal inició el día 20 de marzo de 2018 tras realizarse la audiencia de formulación de cargos, desarrollada entre las 02:30 y las 05:30. Los tres primeros procesados fueron Jorge Espinoza, Raúl Chicaiza y Jessica Falcón, a quienes se dictó prisión preventiva.

### Evaluación y preparatoria de juicio
Luego del cierre de la etapa de instrucción fiscal, y de la petición de la Fiscalía General del Estado de que se convoque a la respectiva audiencia preparatoria de juicio, la jueza Daniella Camacho Herold de la Corte Nacional fijó inicialmente el 31 de julio como la fecha para que se desarrolle dicha diligencia. Sin embargo, el 17 de julio la defensa de Rafael Correa solicitó una recusación a la jueza, y además solicitó una prórroga argumentado que el plazo para procesar los elementos presentados por la Fiscalía era insuficiente y debía primero atenderse la recusación, por lo que la jueza anunció el diferimiento de la audiencia para el  6 de agosto. Finalmente, por pedido del por pedidos del fiscal general Paúl Pérez, de la defensa de Chicaiza y Falcón, y del acusador particular, nuevamente la jueza Camacho difirió la audiencia para el martes 18 de septiembre.
Sobre la solicitud de la defensa de Correa sobre la recusación de la jueza, al inicio de la solicitud el abogado Caupolicán Ochoa había declarado que la jueza manifestaba «reiterada hostilidad y animadversión». La audiencia para resolver la recusación estaba programada para el 22 de agosto, sin embargo, un día antes, mediante un escrito presentado por la defensa de Correa desistía de su pretensión y pedía su archivo.
La audiencia preparatoria de juicio programada para el martes 18 de septiembre fue suspendida hasta el viernes 21 de septiembre debido a dos errores por parte de la Fiscalía en lo concerniente a la foliatura del expediente y a la presentación de última hora de dos dictámenes abstentivos a favor de Fausto Tamayo y Jorge Espinoza. El 21 de septiembre se instaló la audiencia preparatoria de juicio en la Corte Nacional de Justicia, la cual durante su primer día duró ocho horas, y contó con la presencia de un solo veedor internacional. El Fiscal general encargado Paúl Pérez presentó dictamen acusatorio en contra de Rafael Correa, Pablo Romero, Raúl Chicaiza y Jessica Falcón.  Durante el primer día de audiencia la jueza Camacho rechazó la solicitud de los exagentes Raúl Chicaiza y Jessica Falcón de acogerse a un procedimiento abreviado (aceptaban su culpabilidad a cambio de una pena menor) debido al incumplimiento de requisitos legales y prohibición de doble beneficio (ya habían aceptado una investigación de cooperación eficaz); también aceptó los dictámenes abstentivos de la Fiscalía a favor de Tamayo y Espinoza, a quien dictó los correspondientes autos de sobreseimiento, ratificándose sus estados de inocencia, también la acusación particular de Balda desistió de acusarlos. El primer día de audiencia concluyó pendiente de evaluar los dictámenes acusatorios contra Correa, Romero, Chicaiza y Falcón.
Antes de que se reinstale la audiencia preparatoria de juicio, el abogado Diego Chimbo (defensor de Falcón) y el abogado Felipe Rodríguez (procurador de Balda) denunciaron que la asambleísta Sofía Espín —de la facción afín al expresidente Rafael Correa— había visitado el lunes 24 a la procesada Jessica Falcón en la cárcel 4 de Quito, en compañía de Yadira Cadena, a quien identificaron como colaboradora de Caupolicán Ochoa (defensor de Correa). Chimbo y Rodríguez afirmaron que la asambleísta Espín y Cadena intentaron convencer a la procesada Falcón de que cambie su versión de los hechos a cambio de beneficios de la ONU y asilo en Bélgica; además de ingresar a aquella cárcel sin ningún tipo de autorización y sorteando los procedimientos habituales. La legisladora Espín confirmó su visita, sin embargo, consideró que aquel acto no constituye ninguna infracción y únicamente lo hizo para cerciorarse de las condiciones en las que se encontraba, calificándolo de humanitario. El secretario de Gestión de la Política y ministro encargado de Justicia, Paúl Granda, aseguró que Espín burló todas las seguridades, no fue registrada ni autorizada, además dispuso la destitución de la directora del Centro de Rehabilitación Social Femenino.
El 25 de septiembre se reinstaló la audiencia preparatoria de juicio, en la que la jueza Camacho declaró la validez del proceso y el fiscal general encargado Paúl Pérez presentó los elementos de convicción que avalan su acusación contra Rafael Correa, Pablo Romero, Raúl Chicaiza y Jessica Falcón. El abogado de Balda denunció ante la jueza Camacho los hechos suscitados por la asambleísta Espín al visitar a una procesada. La jueza Daniella Camacho dispuso medidas de protección en la cárcel tanto para Falcón como para Chicaiza.
El 27 de septiembre nuevamente se reinstaló la audiencia, en donde se escucharon los alegatos finales de los abogados de cada uno de los sujetos procesales; y, se solicitó el traslado de Chicaiza y Falcón a otros centros penitenciarios (cárceles) o arrestos domiciliarios para garantizar que no ocurran nuevas visitas de políticos a los exagentes que puedan alterar sus versiones. La jueza suspendió la audiencia para pasar a deliberar sobre los elementos de convicción, las acusaciones hechas y la situación de los exagentes.
Diego Chimbo, abogado de Falcón, solicitó el 29 de septiembre a la jueza Camacho la sustitución de la prisión preventiva por arraigo domiciliario, basándose en precautelar de su defendida. También acudió a la Asamblea Nacional para solicitar la apertura de una investigación de la asambleísta Sofía Espín, por haber acudido a visitar a Falcón a prisión. La jueza Camacho, en auto del 5 de octubre dispuso la convocatoria para la reanudación de la audiencia preparatoria de juicio para el día 23 de octubre; sin embargo, aplazada hasta el 7 de noviembre.